# Tipula friendi
Tipula friendi är en tvåvingeart som beskrevs av Alexander 1940. Tipula friendi ingår i släktet Tipula och familjen storharkrankar. Inga underarter finns listade i Catalogue of Life.